# NGC 4112
NGC 4112 је спирална галаксија у сазвежђу Кентаур која се налази на NGC листи објеката дубоког неба.
Деклинација објекта је - 40° 12' 28" а ректасцензија 12h 7m 9,2s. Привидна величина (магнитуда) објекта NGC 4112 износи 12,0 а фотографска магнитуда 12,8. NGC 4112 је још познат и под ознакама ESO 321-6, MCG -7-25-3, AM 1204-395, IRAS 12045-3955, PGC 38452.